# امبرامین
امبرامین (انگلیسی: Embramine) که با نام مبریل نیز شناخته می‌شود، یک داروی آنتی هیستامین و آنتی کولینرژیک است.